# Caenacantha liburna
Caenacantha liburna är en tvåvingeart som beskrevs av Walker 1849. Caenacantha liburna ingår i släktet Caenacantha och familjen vapenflugor.
Artens utbredningsområde är Jamaica. Inga underarter finns listade i Catalogue of Life.